# Rueda de fijación central

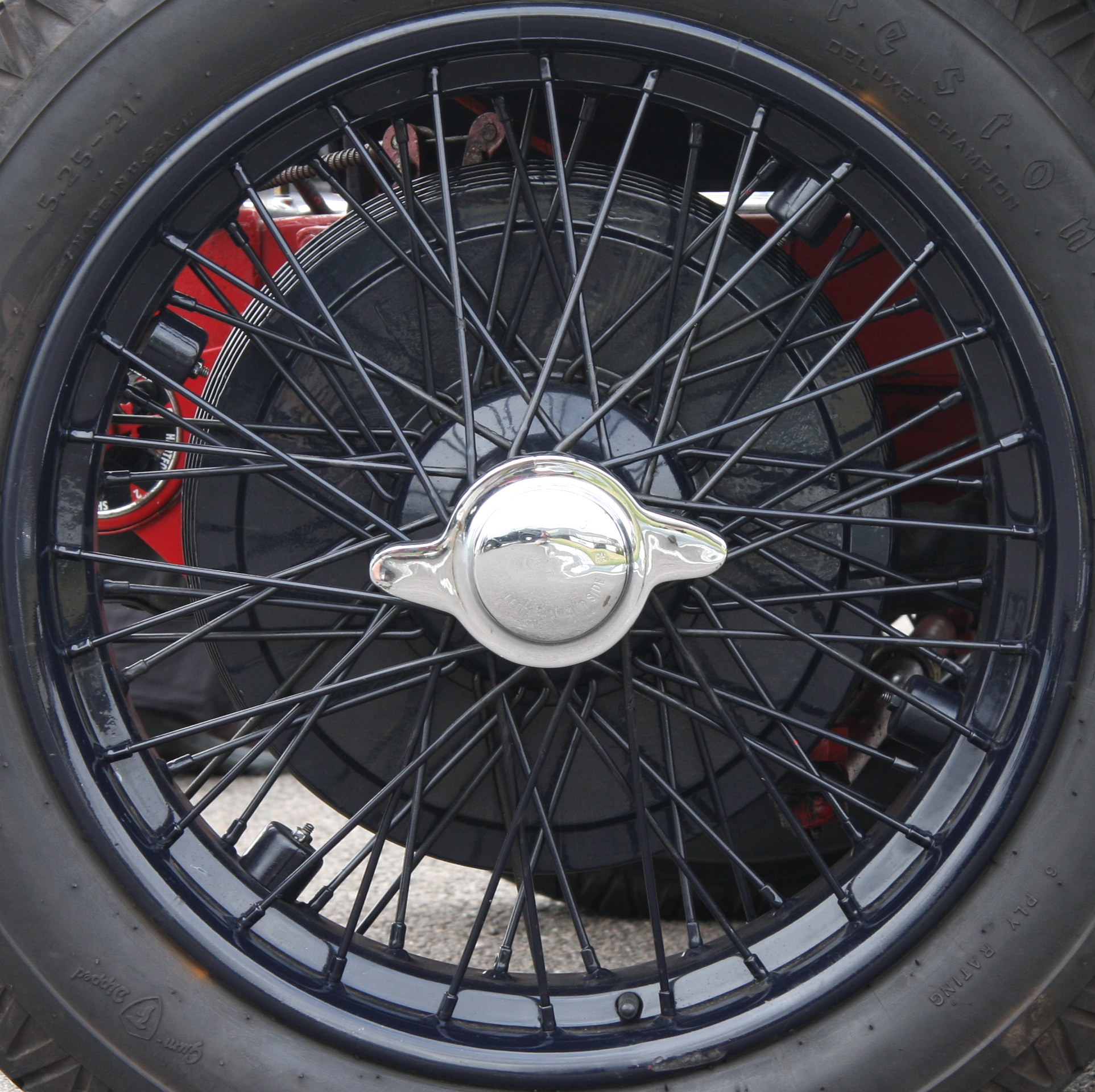
Rueda de radios de alambre Rudge-Whitworth, con su tuerca de fijación central en un Vauxhall 25 de 1922

Una rueda de fijación central (o de bloqueo central) es un tipo de rueda de automóvil que se sujeta al eje con una sola tuerca central, en lugar de disponer de 4 o 5 pernos y tuercas colocados anularmente para sujetarla. El nombre inglés original del sistema es "knock-off", que significa "sacar golpeando", haciendo alusión a que la sujeción central se podía desenroscar valiéndose de un simple martillo.  

## Historia
El sistema de cubo y rueda de bloqueo central fue introducido por primera vez por la compañía Rudge-Whitworth a principios de la década de 1900, para su uso en las ruedas de radios de los automóviles. Inicialmente conocidas como "QD" (de "Quickly Disconnectable": desconectables rápidamente), el mecanismo básico para bujes de cierre central del tipo "knock-off" fue patentado en 1908, siendo rápidamente adoptado por los fabricantes de automóviles y por los coches de competición. Aunque las fijaciones Rudge-Whitworth se prohibieron en el Gran Premio de Francia de 1908 debido a problemas de seguridad, en 1913 la tecnología ya se usaba de forma generalizada en la temporada de Grandes Premios.
En 1922, Carlo Borrani obtuvo la licencia para el diseño de una rueda con un cubo del tipo "knock-off" de Rudge-Whitworth y comenzó su propia empresa para fabricarlos. Esta empresa se llamó inicialmente Rudge-Whitworth Milano, luego, a fines de la década de 1930, se cambió el nombre a Carlo Borrani, S.p.A. Gracias a Borrani, se popularizó aún más el diseño de las ruedas con radios de alambre de fijación central, incorporándose a numerosos coches de carreras y de carretera de gran éxito. Su diseño utilizó llantas de aleación de aluminio en lugar de acero, mejorando la masa no suspendida y, por lo tanto, el rendimiento general. Los primeros clientes de las ruedas Borrani fueron Alfa Romeo, Isotta Fraschini, Fiat, Lancia, Porsche, Mercedes-Benz y Auto Union. En el período de la posguerra, estas ruedas también se instalaron en muchos coches de carretera y de carreras Ferrari, entre otras marcas.
A finales de la década de 1960, las regulaciones de seguridad de los vehículos de carretera en los Estados Unidos y Alemania llevaron a la eliminación de las distintivas alas u "orejas" de las tuercas de los bujes. Algunos fabricantes conservaron el mismo diseño interno basado en el patrón de Rudge-Whitworth, pero en su lugar utilizaron una tuerca hexagonal para la fijación. El diseño de los coches de carretera se alejó gradualmente de los bujes de fijación central, haciéndose mayoritarios los sistemas de sujeción de ruedas de 4, 5 o 6 tuercas de llanta.
Las ruedas y bujes Centerlock continuaron usándose en los coches de carreras, aunque los detalles mecánicos de su diseño modificaron gradualmente el patrón original de Rudge-Whitworth. La Fórmula 1, las carreras de prototipos, la NASCAR (a partir de 2022 en adelante) y muchos otros tipos de carreras utilizan algún tipo de bloqueo central. En comparación con las tuercas, las ruedas y bujes de fijación central son más adecuados para las carreras porque se pueden quitar y colocar más rápido durante las paradas de asistencia, permiten diseños de bujes con más espacio para alojar discos de freno más grandes, y tienen mayor resistencia cuando se instalan correctamente. Debido a la asociación continua del bloqueo central con las carreras y el alto rendimiento, algunos fabricantes de automóviles y "tuners" instalan este tipo de ruedas en los coches deportivos de carretera.
| |
| Rueda de radios de alambre Borrani de principios de la década de 1960 con cubo "knock-off", como la utilizada en los Ferrari 250 |

| |
| Llanta de aleación Cromodora de finales de los 60 / principios de los 70 con cubo "knock-off", como se usa en el Ferrari Daytona |

| |
| Ferrari Testarossa de 1986, equipado con ruedas de bloqueo central. Mientras que mecánicamente los cubos son del tipo estriado como en los modelos anteriores, las tuercas de fijación son hexagonales como exigen las normas de seguridad |

| |
| Rueda de tres piezas de un Ferrari F40 (1987-1992) con un moderno buje central sin estrías. Este diseño incluye un clip R para mayor seguridad |

|                                                                                                   |
| Buje central de estilo de carreras moderno, perteneciente a un Ferrari F430 Challenge (2007-2010) |

## Mecanismo

### Bujes de bloqueo central

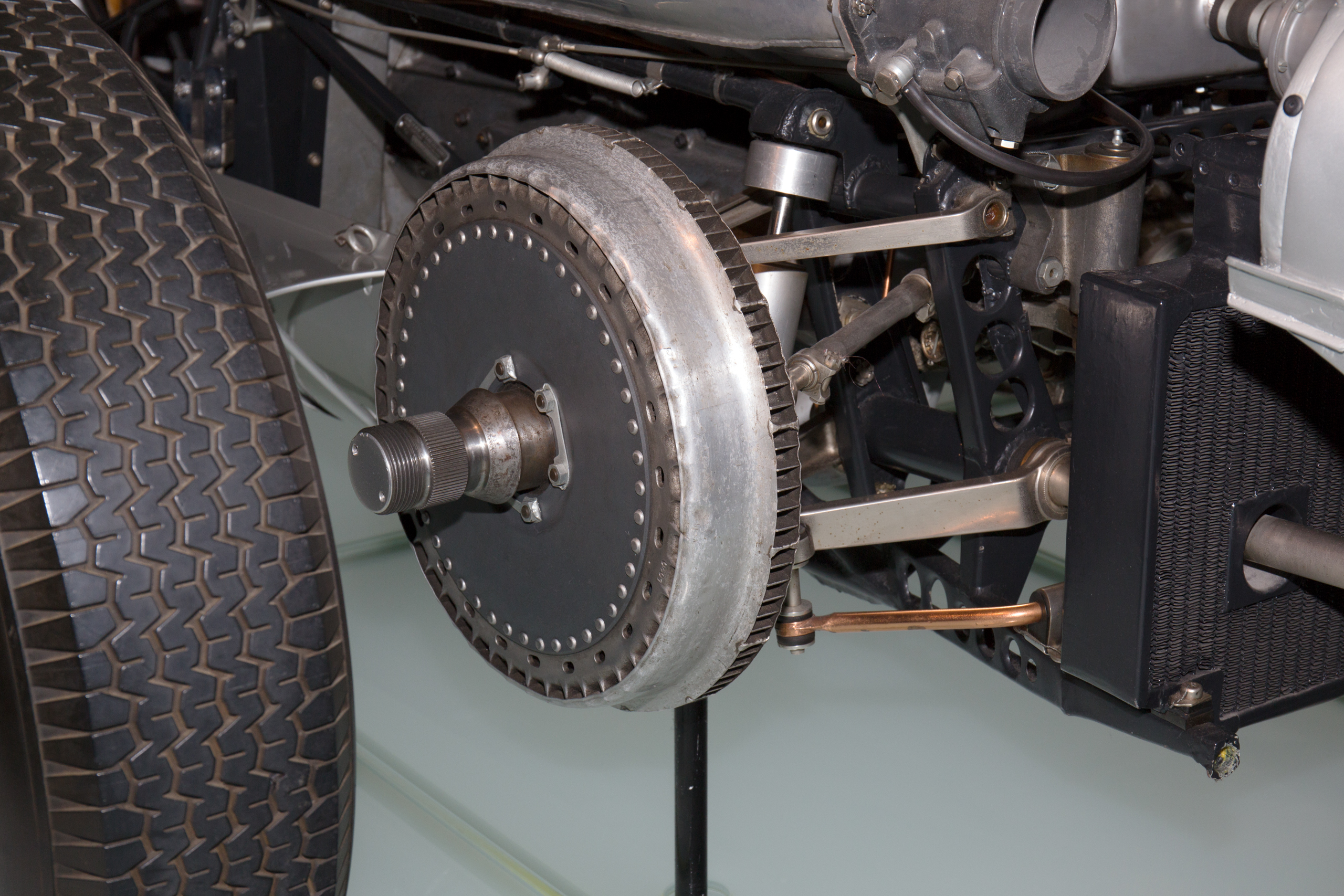
Buje delantero de un Mercedes-Benz W196R de 1954, mostrando el eje del buje del tipo Rudge-Whitworth

Comenzando con la introducción del diseño por Rudge-Whitworth a principios de la década de 1900, los sistemas de cubo de bloqueo central eran del tipo "knock-off" (también conocido como "knock-on"). Consisten en un eje en el cubo, con una rosca externa, una sección estriada externa recta y una sección cónica en la base del cubo. Los centros de las ruedas tenían estrías internas y un cono correspondiente para alinearse y centrarse en el cubo. Las ruedas se sujetan al buje por medio de una tuerca roscada con alas, llamada "knock-off" o "rueda giratoria". Por lo general, dispone de roscas con giro a la derecha en el lado izquierdo del vehículo y roscas a la izquierda (que deben girarse en el sentido de las agujas del reloj para quitarlas) en el lado derecho del vehículo, de forma que la rueda tienda a permanecer apretada mientras el automóvil avanza. Esta tuerca se aprieta y afloja mediante golpes de martillo en las alas, lo que originó la denominación de "knock-off" (sacar golpeando). Se usaba generalmente un martillo pesado hecho con un metal blando como el cobre o el plomo para este propósito. Las instrucciones para aplicar la fuerza de instalación adecuada varían de un sistema a otro, pero se debe evitar apretar demasiado el mecanismo, ya que se pueden deformar los conos coincidentes del cubo y de la rueda, lo que provocaría daños en las estrías, originando un juego excesivo en el mecanismo y/o dificultad para montar o desmontar la rueda. Tras la introducción de normas de seguridad a finales de la década de 1960 que prohibían las tuercas giratorias con alas, muchos fabricantes utilizaron el mismo mecanismo básico pero con una tuerca hexagonal.
La apariencia visual de la tuerca "knock-off" se incorporó como un elemento de estilo en las ruedas spinner, que se usan principalmente en automóviles estadounidenses.

### Bujes de bloqueo central modernos

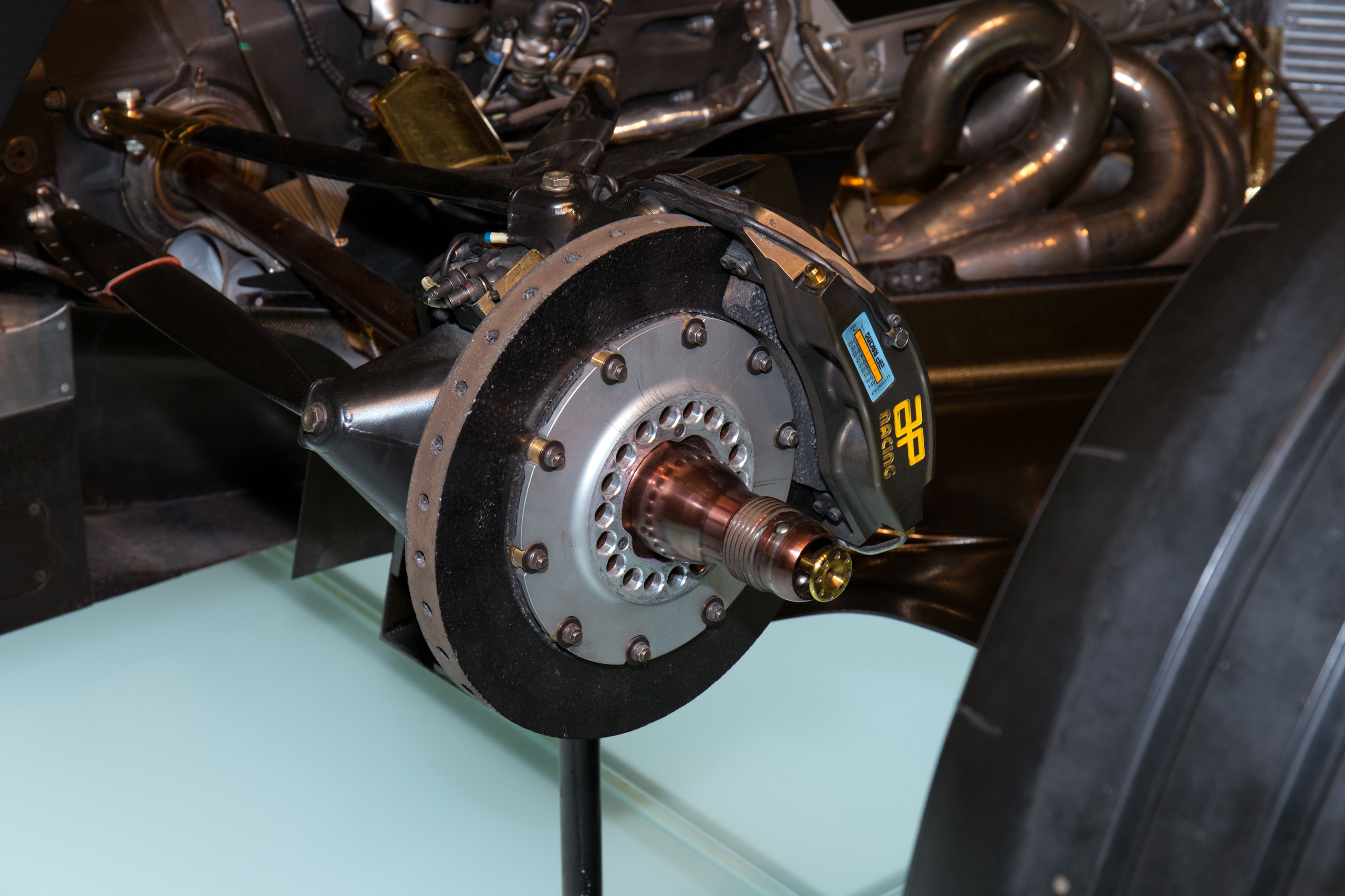
Fijación central moderna de un Fórmula 1 McLaren MP4/14

La mayoría de las ruedas de bloqueo central modernas se sujetan al cubo mediante una única tuerca hexagonal grande. Un eje ahusado y hueco centra la rueda en el cubo. El par se transmite mediante pasadores y orificios coincidentes en el contacto cubo-rueda. La tuerca de retención requiere una gran cantidad de par de giro para asegurarla, por lo tanto, se usa una llave dinamométrica de mango largo o una llave de impacto potente (también llamada "pistola de ruedas") para apretarla. Las ruedas de este tipo se utilizan en muchos coches de carreras modernos, incluidos NASCAR, Fórmula 1 y carreras de coches deportivos.
Entre los fabricantes se observan algunas variaciones en el diseño del mecanismo de bloqueo central. En particular, Porsche ha desarrollado un diseño de bloqueo central patentado para su uso en coches de carreras y de carretera como el RS Spyder y el 911 Turbo.
En los coches de Fórmula 1, los distintos fabricantes pueden utilizar diseños patentados de tuercas y bujes de bloqueo central. A menudo tienen un diseño de tuercas único y de forma especial para ser accionadas usando herramientas específicas para apretar las tuercas, con el fin de mejorar la transmisión de par y la velocidad de parada en boxes. Las propias tuercas pueden tener un mecanismo que las retiene dentro de la rueda una vez que se retiran del buje, para evitar pérdidas y agilizar aún más los cambios de rueda. Las reglas de la FIA también exigen que se incluya un mecanismo de bloqueo adicional en los bujes de bloqueo central de F1, que los fabricantes han habilitado de diferentes maneras.

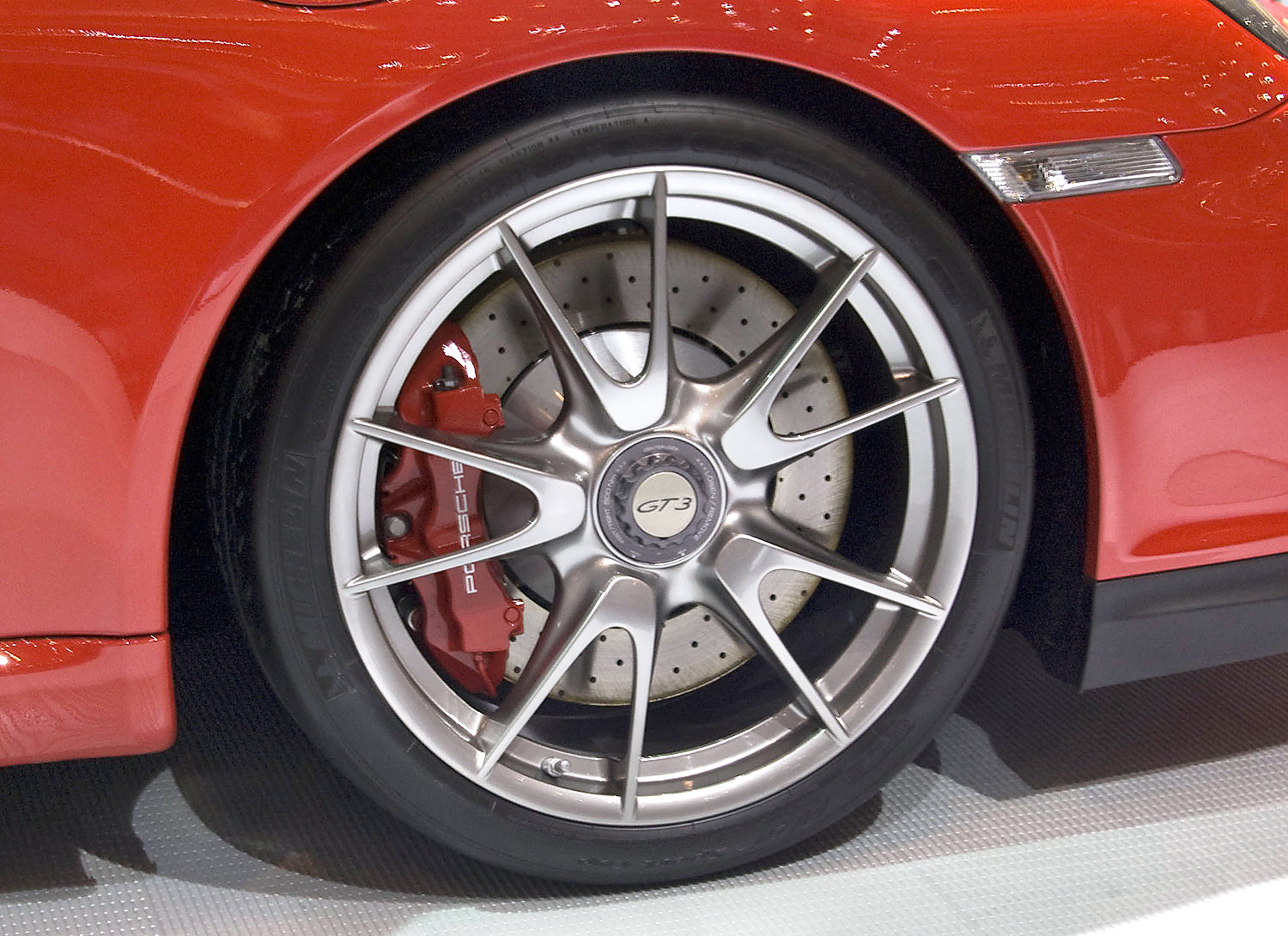
Una rueda central moderna montada en un Porsche 911 GT3 de 2009, con cierre específico de Porsche

### Adaptadores
Varios fabricantes de accesorios de automóviles comercializan adaptadores de fijación central, diseñados para convertir bujes con un sistema de sujeción de tuercas para poder montar ruedas de bloqueo central. Consisten en un "adaptador de fijación central" colocado detrás de la llanta que va atornillado al buje, seguido de una tuerca de bloqueo colocada en la parte delantera de la llanta y una tapa de seguridad.
De 1963 a 1967, el Chevrolet Corvette (C2) se pudo pedir a la fábrica con adaptadores de cubo de bloqueo central y ruedas "knock-off".

## Uso en vehículos de carretera
Hay varios autos deportivos de carretera que están equipados con ruedas de fijación central de fábrica:
- Porsche Carrera GT[6]
- Porsche 918[6]
- Porsche 997 (GT3, GT2, GTS, opcional)[12]
- Porsche 991
- Koenigsegg Agera[17]
- Koenigsegg Regera[18]
- Lamborghini Aventador y SVJ (opcional)
- Lamborghini Huracán (opcional)[19]